# Connie Stevens
Connie Stevens (Concetta Rosalie Ann Ingolia, n. 8 august 1938, New York City, New York, SUA) este o actriță și cântăreață americană.

## Biografie
Născută în Brooklyn, New York, din părinți muzicieni, Stevens a crescut acolo până la vârsta de 12 ani, când a fost trimisă să locuiască cu prietenii familiei în zona rurală din Missouri, după ce a asistat la o crimă în oraș. În 1953, la vârsta de 15 ani, Stevens s-a mutat împreună cu tatăl ei în Los Angeles, California.
Ea și-a început cariera în 1957, făcându-și debutul în filmul dramatic de lungmetraj Young and Dangerous, înainte de a-și lansa albumul de debut, Concetta, în anul următor.

## Discografie
Discografia cântăreței include nouă albume de studio și 20 de single-uri. Stevens a obținut succesul pentru prima dată în 1960, când cântecul ei de succes „Sixteen Reasons” a ajuns pe locul 3 în Billboard Hot 100 și UK Singles Chart. Ea a fost auzită pentru prima dată ca voce feminină necreditată în melodia de succes din 1959 a lui Ed Byrnes, "Kookie, Kookie, Lend Me Your Comb."

### Albume
- Concetta (1958)
- Connie Stevens as Cricket in the Warner Bros. series Hawaiian Eye (1960)
- From Me to You (1962)
- The Hank Williams Song Book (1962)
- Sixteen Reasons (2008)
- Tradition – A Family at Christmas (2010) (Connie Stevens cu cele două fiice ale ei, Joely și Tricia Leigh Fisher)
- The Complete Warner Bros. Singles (2012)
- Sensational (2012)
- The Very Best of Connie Stevens (2012)

### Single-uri
| An   | Cântece (A-side, B-side) Ambele fețe (A și B) ale albumului, cu excepția cazului în care este indicat altceva | U.S. chart positions | U.S. chart positions | Album                              |
| An   | Cântece (A-side, B-side) Ambele fețe (A și B) ale albumului, cu excepția cazului în care este indicat altceva | Billboard            | Cashbox              | Album                              |
| ---- | --- | -------------------- | -------------------- | ---------------------------------- |
| 1959 | "Apollo" b/w "Why Do I Cry for Joey?"                                                                         | —                    | —                    | Connie Stevens from "Hawaiian Eye" |
| 1960 | "Sixteen Reasons" b/w "Little Sister" (Piesă în afara unui album) Locul #9 în UK                              | 3                    | 5                    | Connie Stevens from "Hawaiian Eye" |
| 1960 | "Too Young to Go Steady" b/w "A Little Kiss Is a Kiss, Is a Kiss"                                             | 71                   | 86                   | Connie Stevens from "Hawaiian Eye" |
| 1961 | "Make Believe Lover" b/w "And This Is Mine"                                                                   | —                    | —                    | Piese în afara unui album          |
| 1961 | "If You Don't Somebody Else Will" b/w "The Greenwood Tree"                                                    | —                    | —                    | Piese în afara unui album          |
| 1962 | "Why'd You Wanna Make Me Cry" b/w "Just One Kiss"                                                             | 52                   | 57                   | Piese în afara unui album          |
| 1962 | "Mr. Songwriter" b/w "I Couldn't Say No"                                                                      | 43                   | 61                   | Piese în afara unui album          |
| 1962 | "Hey Good Lookin'" b/w "Nobody's Lonesome For Me"                                                             | 104                  | —                    | The Hank Williams Song Book        |
| 1963 | "Little Miss-Understood" b/w "There Goes Your Guy"                                                            | —                    | —                    | Piese în afara unui album          |
| 1964 | "They're Jealous of Me" b/w "A Girl Never Knows"                                                              | —                    | —                    | Piese în afara unui album          |
| 1965 | "Now That You've Gone" b/w "Lost in Wonderland"                                                               | 53                   | 55                   | Piese în afara unui album          |
| 1965 | "Something Beautiful" b/w "In the Deep of Night"                                                              | —                    | —                    | Piese în afara unui album          |
| 1966 | "In My Room" b/w "Don't You Want to Love Me"                                                                  | —                    | —                    | Piese în afara unui album          |
| 1966 | "All of My Life" b/w "That's All I Want from You"                                                             | —                    | —                    | Piese în afara unui album          |
| 1966 | "Most of All" b/w "How Bitter the Taste of Love"                                                              | —                    | —                    | Piese în afara unui album          |
| 1966 | "It'll Never Happen Again" b/w "What Will I Tell Him"                                                         | —                    | —                    | Piese în afara unui album          |
| 1968 | "Wouldn't It Be Nice (To Have Wings and Fly)" b/w "Cinderella Could Have Saved Us All"                        | —                    | —                    | Piese în afara unui album          |
| 1970 | "5:30 Plane" b/w "She'll Never Understand Him (Like I Do)"                                                    | —                    | —                    | Piese în afara unui album          |
| 1970 | "Keep Growing Strong" b/w "Tick-Tock"                                                                         | —                    | —                    | Piese în afara unui album          |
| 1972 | "Simple Girl" b/w "Take Me Back to Roses and Rainbows"                                                        | —                    | —                    | Piese în afara unui album          |

## Filmografie

### Filme
| An   | Titlu                                 | Rol                                | Note                                         | Ref. |
| ---- | ------------------------------------- | ---------------------------------- | -------------------------------------------- | ---- |
| 1957 | Young and Dangerous                   | Candy                              |                                              |      |
| 1957 | Eighteen and Anxious                  |                                    |                                              |      |
| 1958 | Dragstrip Riot                        | Marge                              |                                              |      |
| 1958 | Rock-A-Bye Baby                       | Sandra Naples                      |                                              |      |
| 1958 | The Party Crashers                    | Barbara Nickerson                  |                                              |      |
| 1961 | Parrish                               | Lucy                               |                                              |      |
| 1962 | Susan Slade                           | Susan Slade                        |                                              |      |
| 1963 | Palm Springs Weekend                  | Gayle Lewis / Jane Hoover          |                                              |      |
| 1965 | Two on a Guillotine                   | Melinda Duquesne / Cassie Duquesne |                                              |      |
| 1965 | Never Too Late                        | Kate Clinton                       |                                              |      |
| 1966 | Way...Way Out                         | Eileen Forbes                      |                                              |      |
| 1971 | The Last Generation                   |                                    |                                              |      |
| 1971 | The Grissom Gang                      | Anna Borg                          |                                              |      |
| 1976 | Scorchy                               | Jackie Parker                      |                                              |      |
| 1978 | Sgt. Pepper's Lonely Hearts Club Band | Herself                            | Cameo                                        |      |
| 1982 | Grease 2                              | Miss Mason                         |                                              |      |
| 1987 | Back to the Beach                     | Connie                             |                                              |      |
| 1988 | Tapeheads                             | June Tager                         |                                              |      |
| 1996 | Love Is All There Is                  | Miss Deluca                        |                                              |      |
| 1997 | James Dean: Race with Destiny         | Jane Deacy                         |                                              |      |
| 2002 | Returning Mickey Stern                | Eloise Vanderwild                  |                                              |      |
| 2009 | Saving Grace B. Jones                 | Narator (voce)                     | De asemenea, regizor, scriitor și producător |      |
| 2009 | Double Duty                           | Irma                               |                                              |      |
| 2014 | Just Before I Go                      | Nancy                              |                                              |      |
| 2016 | Search Engines                        | Geena                              |                                              |      |
| 2019 | By the Rivers of Babylon              | Meredith                           |                                              |      |

### Televiziune
- The Bob Cummings Show (1958)
- The Ann Sothern Show (1958)
- 77 Sunset Strip (1958-1960)
- Cheyenne (1959)
- Hawaiian Eye (1959–1963)
- Maverick (1959)
- Wendy and Me (1964–1965)
- The Littlest Angel (1969)
- Love American Style - Episodul: "Love and the Legal Agreement" (1969)
- Mister Jerico (1970)
- Call Her Mom (1972)
- Playmates (1972)
- Every Man Needs One (1972)
- The Sex Symbol (1974)
- The Muppet Show (Episode 102) (1976)
- Love's Savage Fury (1979)
- Scruples (1980) (miniserial)
- Murder Can Hurt You (1980)
- Side Show (1981)
- Fantasy Island - Sezonul 5 Episodul 5: "Show Me A Hero" (1982)
- The Love Boat - Episodul : "Same Wavelength" (1982)
- Fantasy Island - Sezonul 6 Episodul 19: "The Beautiful Skeptic" (1982)
- Murder, She Wrote - Episodul: "Murder Digs Deep" (1985)
- Tales from the Darkside - Episodul: "Unhappy Medium" (1986)
- Starting from Scratch (1988–1989)
- Bring Me the Head of Dobie Gillis (1988)
- Murder, She Wrote - Episodul: "The Big Show of 1965" (1990)
- James Dean: Race with Destiny (1997)
- Becoming Dick (2000)
- 8 Simple Rules - Episodul: "Daddy's Girl" (2004)
- Fat Actress - Episodul: "Crack for Good" (2005)